# Norio Hotogi
Norio Hotogi (japanisch 罐 範男; * 20. November 1943) ist ein ehemaliger japanischer Radrennfahrer.

## Sportliche Laufbahn
Hotogi war im Bahnradsport aktiv. Er war Teilnehmer der Olympischen Sommerspiele 1964 in Tokio. 
In der Mannschaftsverfolgung gewann der japanische Vierer mit Norio Hotogi seinen Vorlauf. Die Zeit reichte jedoch nicht für eine Qualifikation zur nächsten Runde.